# Hardy (apellido)
Hardy es un apellido alemán, inglés y francés de origen francés antiguo. Hardy proviene del francés antiguo hardi > francés hardi que significa "audaz, valiente", que a su vez proviene del fráncico antiguo hardjan que significa "duro, fuerte". La -y final también es típica de los nombres propios franceses (nombres, apellidos y topónimos, con la notable excepción de Henri, cuando es un nombre de pila). El nombre también podría ser una forma anglicista del nombre irlandés Mac Giolla Deacair que significa "hijo del muchacho fuerte". Entre las personas notables con ese apellido se encuentran: